# Playdead
Playdead ist ein dänischer Videospielentwickler.

## Geschichte
Playdead wurde 2006 von Arnt Jensen und Dino Christian Patti als Underholdningsbranchen ApS in Dänemark gegründet. Zusammen mit 16 freien Angestellten begannen die beiden Gründer die Entwicklung des Spieles Limbo und nannten sich 2008 in Limbo ApS um. Nach dem Release von Limbo, der mit vielen Auszeichnungen für das Spiel einherging, begannen die Arbeiten an dem Spiel Inside. 2012 bekam das Unternehmen seinen heutigen Namen Playdead. Im Jahr 2016 wurde schließlich Inside veröffentlicht und Gründer Patti verkaufte seine Anteile an der Firma an Jensen. Playdeads drittes Videospiel wurde 2017 von Jensen mit den Worten „fairly lonely sci-fi game somewhere in the universe“ angekündigt.

## Auszeichnungen

### Limbo
- Independent Games Festival 2010[1]
  - Technical Excellence
  - Excellence in Visual Art
- Video Game Awards 2010[2]
  - Best Independent Game
- Summer of Arcade 2010 – Gewinner
- Game Developers Choice Awards 2011[3]
  - Best Visual Art
  - Nominierung in sechs weiteren Kategorien
- Apple Design Award 2012 – Mac Developer Showcase

### Inside
- Game Critics Awards Best Independent Game[4]
- D.I.C.E. Awards[5]
  - D.I.C.E. Spirit Award
  - Outstanding Achievement in Art Direction
  - Outstanding Achievement in Game Direction
- British Academy Games Awards[6]
  - Artistic Achievement
  - Game Design
  - Narrative
  - Original Property
- Webby Awards[7]
  - Action
  - Best User Experience (People’s Voice)
  - Best Visual Design

## Spiele
- 2010: Limbo
- 2016: Inside